# Snooze
Snooze è un singolo della cantautrice statunitense SZA, pubblicato il 25 aprile 2023 come sesto estratto dal secondo album in studio SOS.
Il 15 settembre 2023 è stata pubblicata la versione acustica del brano, che vede la partecipazione del cantante canadese Justin Bieber. Accolto positivamente dalla critica, alla 66ª edizione Snooze ha ricevuto un Grammy Award come miglior canzone R&B.

## Antefatti
SZA ha lavorato al suo secondo album in studio, SOS, dal 2019 ma Snooze non è stata composta fino al 2021. Leon Thomas III, appartenente al duo di produttori The Rascals, ha dichiarato che la canzone originariamente non era pensata per essere inserita all'interno dell'album della cantante ma che, invece, era nata come una collaborazione di SZA con il cantante americano Babyface per il suo nono album in studio Girls Night Out. In un'intervista con Angelina Narvaez, di Wild949 FM, SZA ha dichiarato: «quando l'ho ascoltata la prima volta, ho iniziato a girovagare per la stanza e Leon stava iniziando a lavorare al ritmo della canzone da zero e io non facevo altro che ripetermi di quanto fosse pazzesca». Nella stessa intervista, SZA ha confessato quanto adorasse i campionamenti vocali contenuti nella versione strumentale, simili a quelli che aveva utilizzato per il singolo Broken Clocks del suo precedente album Ctrl, in particolare nella parte finale della canzone dove si possono sentire alcune parti contenenti la voce di Leon Thomas III.

## Descrizione
Il testo del brano è stato scritto dalla stessa SZA, in collaborazione con il cantante e produttore Babyface e con il duo di produttori The Rascals (Leon Thomas III e Khristopher Riddick-Tynes) i quali, con il supporto del produttore Blair Ferguson (in arte BLK), hanno anche curato la produzione del brano.
Snooze è stata definita come una «ballata sognante» nella quale SZA riflette su una relazione nella quale è decisa a mettere tutta sé stessa nonostante si senta come fosse l'unica a voler far funzionare le cose nella coppia. Come già accaduto per altri brani dell'album SOS, in primis Kill Bill, anche Snooze si ispira ad un successo cinematografico. Il riferimento a Scarface, film noir del 1983, si nota all'interno del testo del brano, nella strofa: «In a droptop ride with you, I feel like Scarface / Like that white bitch with a bob, I'll be your main one». La canzone ricorre all'espediente della satira, in quanto il tono del brano evolve e muta nel corso dell'avanzare della musica: il brano inizia parlando della passione della cantante verso il suo amante, di come lei sarebbe capace di uccidere e nascondere cadaveri pur di preservare il loro amore, per poi finire con parole che rimandano al rimpianto e alla tristezza.

## Tracce
Testi di Solána Imani Rowe, musiche di Kenneth Edmonds, Khristopher Riddick-Tynes, Leon Thomas III e Blair Ferguson
Download digitale
1. Snooze – 3:21

Download digitale
1. Snooze (Acoustic) (feat. Justin Bieber) – 3:10

## Video musicale
Il 12 agosto 2023 SZA ha pubblicato sul suo canale Instagram alcune riprese dietro le quinte per anticipare l'uscita del video musicale di accompagnamento. I contenuti pubblicati su Instagram erano accompagnati da un sottofondo musicale di una canzone di SZA non ancora pubblicata, della quale non ne è stato svelato il titolo. La stessa canzone, in seguito, è stata inserita in chiusura del video musicale di Snooze, continuando la tradizione della cantante la quale aggiunge parti di altri brani in apertura o chiusura dei suoi video musicali.
Il video musicale di Snooze è stato infine pubblicato il 25 agosto 2023 ed è stato diretto dalla stessa SZA in collaborazione con Bradley J. Calder. Nel video sono presenti dei cameo di Young Mazino e Woody McClain e dei cantanti Justin Bieber e Benny Blanco, ognuno dei quali ricopre il ruolo di un amante di SZA. Con ognuno di loro SZA fa diverse azioni, tra cui nutrire un cavallo, sdraiarsi su un prato, fumare cannabis, abbracciarsi in una piscina, giocare ai videogiochi o semplicemente chiacchierare. In un'altra scena, inoltra, SZA balla per un robot seduto su una sedia.. Elliot Hoste, della rivista britannica Dazed, ha considerato il video di Snooze come il quarto migliore del 2023.

## Successo commerciale
Negli Stati Uniti Snooze ha debuttato alla posizione 29 della Billboard Hot 100 nella settimana di pubblicazione del 24 dicembre 2022, in concomitanza con la pubblicazione dell'album di appartenenza SOS. Nella settimana di pubblicazione del 7 ottobre 2023, coincidente con la 42ª settimana consecutive di permanenza nella Hot 100, Snooze ha raggiunto la seconda posizione della classifica nonché suo picco massimo raggiunto finora. Ciò è stato possibile grazie a 72,9 milioni di audience radiofonica, 17,5 milioni di streaming e 2 000 download digitali venduti. Il brano ha in seguito raggiunto la prima posizione della Radio Songs statunitense, grazie a 75,8 milioni di audience radiofonica, diventando la sua prima numero uno nella suddetta classifica.
Snooze è diventata la quarta canzone nella storia della Hot 100 a rimanere in classifica per ogni settimana di un dato anno solare, riuscendoci nel 2023.

## Classifiche

### Classifiche settimanali
| Classifica (2022-23) | Posizione massima |
| -------------------- | ----------------- |
| Australia            | 21                |
| Canada               | 11                |
| Emirati Arabi Uniti  | 18                |
| Filippine            | 2                 |
| Irlanda              | 29                |
| Malaysia             | 4                 |
| Nuova Zelanda        | 5                 |
| Paesi Bassi          | 52                |
| Portogallo           | 76                |
| Regno Unito          | 18                |
| Singapore            | 10                |
| Stati Uniti          | 2                 |
| Svizzera             | 53                |
| Vietnam              | 89                |

### Classifiche di fine anno
| Classifica (2023) | Posizione |
| ----------------- | --------- |
| Australia         | 43        |
| Australia         | 43        |
| Canada            | 43        |
| Nuova Zelanda     | 14        |
| Regno Unito       | 92        |
| Stati Uniti       | 9         |
| Classifica (2024) | Posizione |
| Australia         | 47        |
| Canada            | 58        |
| Filippine         | 22        |
| Nuova Zelanda     | 23        |
| Portogallo        | 197       |
| Stati Uniti       | 20        |

## Riconoscimenti
- Billboard Music Award[57][58]
  - 2023 – Candidatura come Miglior canzone R&B
- Soul Train Music Award[59][60]
  - 2023 – Canzone dell'anno
  - 2023 – The Ashford & Simpson Songwriter
  - 2023 – Candidatura come Miglior interpretazione dance
- Grammy Awards[61][15]
  - 2024 – Miglior canzone R&B
- iHeartRadio Music Awards[62][63]
  - 2024 – Canzone R&B dell'anno
- MTV Video Music Awards[64][65]
  - 2024 – Miglior video R&B
  - 2024 – Candidatura a Video dell'anno

## Date di pubblicazione
| Paese       | Data              | Formato                                         | Versione                       | Nota          |
| ----------- | ----------------- | ----------------------------------------------- | ------------------------------ | ------------- |
| Stati Uniti | 25 aprile 2023    | Rhytmic contemporary e urban contemporary radio | Originale                      | [ 66 ] [ 67 ] |
| Stati Uniti | 9 maggio 2023     | Contemporary hit radio                          | Originale                      | [ 68 ]        |
| Mondo       | 25 agosto 2023    | Download digitale, streaming                    | Originale                      | [ 69 ]        |
| Italia      | 8 settembre 2023  | Radio                                           | Originale                      | [ 70 ]        |
| Mondo       | 15 settembre 2023 | Download digitale, streaming                    | Acoustic (feat. Justin Bieber) | [ 20 ]        |